# دينيس ريمون كناب
دينيس ريمون كناب (بالإنجليزية: Dennis Raymond Knapp) هو قاضي ومحامي أمريكي، ولد في 13 مايو 1912، وتوفي في 25 ديسمبر 1998.